# Дёшин, Анатолий Алексеевич
Анато́лий Алексе́евич Дёшин (17 октября 1926 — 8 августа 2010) — русский советский и российский поэт, автор стихов для детей. Заслуженный работник культуры РСФСР (1985).

## Биография
Родился в Туле в рабочей семье. Закончив 6 классов, перед войной поступил в ремесленное училище, а с июня 1942 до 1945 года трудился на Тульском оружейном заводе № 536. Отслужив 4 года в армии (в Подмосковье), в сентябре 1951 года приезжает на Сахалин в г. Оху, где работает слесарем-монтажником на строительстве ремонтно-механического завода и одновременно был литературным сотрудником городской радиоредакции
- с 1953 года является штатным сотрудником газеты «Охинский нефтяник»[3].
- в 1957 принят в Союз журналистов СССР[1]
- 1957—1964 — работает заместителем редактора ногликской газеты «Знамя труда»; заканчивает вечернюю школу и заочно факультет журналистики Хабаровской Высшей партийной школы
- 1965 — ненадолго возвращается в Оху на пост заместителя редактора газеты «Охинский нефтяник»
- 1965—1968 — на должности редактора южно-курильской газеты «На рубеже».
- С 1968 в Южно-Сахалинске. Работал в обкоме КПСС заведующим сектором печати, радио и телевидения[1]
- 1972—1986 — возглавлял Областное управление по охране государственных тайн и печати (Обллит)
- В 1990-е годы работал ответственным редактором газеты «Коммерческий вестник».

Умер 8 августа 2010 года.

## Творчество
Анатолий Дёшин — один из первых сахалинских авторов, пишущих стихи для детей. Его книги составляют основу сахалинской детской литературы. Его поэзия регулярно публиковалась в районных и областных газетах, а также печаталась в журналах «Дальний Восток» и «Мурзилка». В 1959 году его детские стихи («Лучик» и «Подснежник») впервые включены в областной альманах «Литературный Сахалин». В 1969 вышла его первая книга стихов «Мы живём на островах».
В 2005 году он стал лауреатом  премии губернатора Сахалинской области, в 2006 — лауреатом премии Сахалинского фонда культуры. В 2006 году творчество Анатолия Дёшина  было включено в «Примерную программу основного общего образования Сахалинской области по краеведению».

## Память
16 декабря 2010 года имя А. Дёшина присвоено детской городской библиотеке г. Южно-Сахалинска.

## Книги
- Мы живём на островах: Стихи для детей млад. возраста / Художник Г. Масальский. — Южно-Сахалинск: Дальневосточное кн. изд-во. Сахалин. отд-ние, 1969. — 28 с.
- Весёлые дельфины: Стихи для детей млад. возраста. — Южно-Сахалинск: Дальневосточное кн. изд-во. Сахалин. отд-ние, 1970. — 30 с.
- Капризная погода: Стихи для детей мл. школьного возраста / Рисунки автора и худ. В.С. Парыгина. — Южно-Сахалинск: Дальневосточное кн. изд-во. Сахалин. отд-ние, 1976. — 22 с.
- Вместе весело играть. — Южно-Сахалинск: Дальневосточное кн. изд-во. Сахалин. отд-ние, 1980. — 14 с.
- Горячие ключи: Стихи для детей дошк. и мл. школьного возраста / Рисунки Н. Кирюхиной. — Южно-Сахалинск: Дальневосточное кн. изд-во. Сахалин. отд-ние, 1976. — 22 с.
- Жди весну!: Стихи для детей / Рисунки Т. Швилкиной. — Южно-Сахалинск: Сахалинское кн. изд-во, 2001. — 78 с.
- Как Мишка стал маляром / Рисунки Б. Мельникова. — Южно-Сахалинск: Сахалинское кн. изд-во, 2004. — 15 с.
- Честный Ёжик: стихи для детей. — Южно-Сахалинск: Сахалинское кн. изд-во, 2007. — 34 с.
- Тучи брызгались дождем: стихи для детей. — Южно-Сахалинск: Сахалинское кн. изд-во, 2008. — 52 с.